# Kootenay National Park
Kootenay National Park er en nationalpark og et verdensarvsområde i de sydøstlige dele af provinsen British Columbia i Canada . Parken blev oprettet i året 1920 og omfatter et areal af 1.406 kvadratkilometer. Den har navn efter Kootenay River, der er en af de større floder som flyder igennem parken. Kootenay nationalpark grænser til Banff National Park og Yoho National Park. Iberegnet Jasper National Park, som ligger nord for Banff og ikke deler grænse med Kootenay, danner disse parker et af de større sammenhængende beskytte område i de klippefyldte bjerge i det vestlige Canada.

## Historie
Området hvor Kootenay National Park ligger indeholder mange arkæologisk interessante steder og kan have været beboet af mennesker i omkring 10.000 år eller mere. Fund tyder på at området længe har været en del af en øst-vestlig handelsrute for den indfødte befolkning i området og Ktunaxa, fra Canadas First Nations, krydsede regelmæssigt passene i området for at jage bisonokser på sletterne. De varme kilder i området var en årsag til at mennesker opholdt sig her og også de såkaldte Paint Pots , små vandansamlinger omkring hvilke omgivelserne har fået en orangerød-agtig farve på grund af det høje indhold af mineraler, var respekterede som hellige steder af den indfødte befolkning.
De første europæere som besøgte området var utvivlsomt såkaldte fangstmænd eller pelsjægere og pelshandlende. De første dokumenterede besøg er fra år 1841, da Sir George Simpson, guvernør for Hudson's Bay Company , gjorde et hastigt besøg i området. Efter ham kom James Sinclair, en berømt pelshandlende og opdager ansat af de samme selskaber. 1858 ledte geologen James Hector en ekspedition igennem områdets nordlige dele. I det tidlige 1900-tal begyndte lokale forretningsmænd at engagere sig for at få den statslige regering til at bygge en vej mellem byerne Windermere og Banff. I opgøret omkring vejen indgik en vis omfordeling af jord, som senere blev afsat til Kootenay National Park.

## Geografi
Landskabet i Kootenay National Park er skiftende, med bjerge, gletsjere, dale, skove, græsjorde, floder og søer. De laveste områder er beliggende i en højde af omkring 918 meter over havet og den højeste bjergtop, Deltaform Mountain , har en højde af 3.424 meter over havet. Andre bjergtoppe med en højde på over 3.000 meter er Mounts Allen, Tuzo og Fay. Ud over Kootenay River hører Vermilion River og Simpson River til parkens større floder. Den afsides beliggende sø Floe Kvabbe er også et af parkens mere kendte landmærker.

## Klima
Generelt for området er somrene korte og kølige og vintrerne lange og snerige, men klimaet varierer meget mellem parkens sydlige og nordlige dele. I den sydlige ende, i området omkring Radium Hot Springs med dens varme kilder, er der forholdsvis varmt og tørt, mens de modsatte forhold dominerer i parkens nordlige ende. Den årlige nedbør varierer fra mindre end 380 millimeter i de lavere beliggende områder til over 1.250 millimeter i de højere beliggende områder.

## Fauna og flora
Kootenay National Park har en artsrig flora og fauna og der findes flere programmer for at bevare og beskytte denne. I årene 1992 til 1998 var der intensiv forskning i parkens ulve inden for rammen for et større ulveforskningsprojekt i de centrale Rocky Mountains. Efter projektets afslutning har en vis overvågning af ulvene fortsat ved at dyrene ses med radiohalsbånd. Grizzlybjørn og Amerikansk sortbjørn findes i parken, men ses ikke så ofte, ligesom prærieulv, rødlos og ræv. Andre større pattedyr i parken er virginiahjort , storøret hjort, elg og tykhornsfår . amerikansk grævling , polarhare og forskellige egern og gnavere findes blandt de mindre pattedyr. Et reptil af særlig interesse i parken er gummiboaen .
Skovene domineres af nåletræer, men der findes også indslag af løvtræer. Et særligt interessant træ i parken er Pinus albicaulis tilhørende fyrretræsslægt . Dette træ vokser langsomt og det kan tage meget lang tid inden det danner frø første gang og dens livscyklus med spredning af frø og etablering af unge ungplanter er ganske indviklet og favoriseret af regelmæssige forstyrrelser i omgivelsen, som eksempelvis skovbrande. Hvis træbestandene bliver for tæt udkonkurreres arten let af andre mere skyggeresistente træarter og træet trues også af en indført svampesygdom og af insektangreb. Træet er gået tilbage inden for store dele af deres udbredelsesområde og er klassificeret som sårbar af IUCN . Inden for Kootenay nationalpark brænder man derfor nogen udvalgte områder for at gavne nyetablering af arten.

## Galleri
| - Udsigt mod sydøst fra et udsigtspunkt nær Sinclair Pass - Paint Pots - Kootenay Riverdalen - Tykhornsfår - Tykhornsfår - Lilium philadelphicum Vild lilje ved Dog Lake Trail - BC Highway 93 fører ind i parken gennem Sinclair Canyon - Olive lake - Floe Lake |